# قاع
قاع (به عربی: القاع) یک منطقهٔ مسکونی در لبنان است که در استان بقاع واقع شده‌است. قاع ۱۲٫۹۱ کیلومتر مربع مساحت و ۱۲٬۰۰۰ نفر جمعیت دارد و ۶۵۷ متر بالاتر از سطح دریا واقع شده‌است.